# Salvador García (atleta)
Salvador García (México, 1 de noviembre de 1962) es un deportista mexicano retirado, especializado en carreras de fondo. Ganó la prestigiosa maratón de Nueva York en 1991 con un tiempo de 2:09:28. Al año siguiente ganó la maratón de Róterdam en un tiempo de 2:09:16.